# Порічний
Порічний (рос. Поречный)  (іноді Поперечний, Острів кохання) — острів на річці Дон напроти Роздорського у Ростовській області.

## Опис
Площа острова становить 660 гектарів, розміри — 3 на 4 кілометри, по периметру 11 кілометрів. Форма — трикутник, що віддалено нагадує серце. Острів утворився завдяки геологічного розлому кори. Під ним знаходиться плита північно-донецького кряжу, цим пояснюються геомагнітні явища, які впливають на флору і фауну. На території острова є два озера, які практично висохли внаслідок теплого клімату.
На острові дуже різноманітні ландшафти. На ньому є зони степу і савани, пустелі і ліси. Тут гніздяться занесені в Червоної книги орлан-білохвіст і баклан. В 2000 році острів увійшов до списку археологічних пам'яток Ростовській області, але охорона як така не ведеться. Вивчати острів вчені активно почали в 1990-х роках. Для туристів пропонується спеціальна екскурсія «Таємниці острова Поречный».
Острівні ландшафти зображені на картинах Василя Сурікова. У липні 1893 року ескізи до своєї роботи «Підкорення Сибіру Єрмаком» він виконав як раз на Порічном. Натурниками виступили місцеві козаки Арсеній Ковальов, Антон Тузів, Макар Агарков. На Порічном навіть є Єрмаковий гай і Єрмаковий ліс.

## Історія
Є дані, що на острові розташовувалися поселення людей в кам'яну, бронзову й залізну добу (VIII ст. до н. е..), а також у Середньовіччі, під час Великого переселення народів. А в V столітті н. е. острів піддався навалі гунів.
На острові знаходився перший військовий центр донських козаків. В острівній містечку проходили збори отаманів, де вирішували, куди податися у військовий похід. А в період правління Івана Грозного була ідея побудови на острові московського міста. У листуванні з отаманами йшлося про те, що на острові досить будівельного лісу для цілей містобудування.
Існують версії, записані в 1950-і роки, що на острові перебувало козацьке селище «ростовське містечко». Організовувалися пошукові дослідження. Знайдені історичні матеріали в архівах часів Івана Грозного виявили листування з донськими отаманами. Один з найстаріших документів датується 1570 роком. Цар надіслав отаманам лист, запропонувавши військово-політичний союз і службу Московській державі, за що пообіцяв винагороду.

## Археологія
Вельми відоме поселення Раковиний Яр (рос. Ракушечный Яр) за яким названо Раковиноярську культуру мідної доби.
З археологічної точки зору найбільшу цінність на острові являє Матюхін бугор. У 1994 році ростовський археолог Олександр Смоляк відкрив тут унікальне поховання — поховання катакомбної культури. В ньому знаходився сильно зітлівший скелет у скорченому положенні на правому боці, голова звернена на схід. Дно камери було посипано охрою. Було встановлено, що останки належать стародавньому булгару, який жив приблизно в 670 році нашої ери. Особливість знахідки в тому, що поховальний набір воїна залишився недоторканим — залізна броня, лук з кістяною обкладкою, прикрашений візерунком, дворучний меч, сагайдак зі стрілами. Рукоятка меча прикрашена синім каменем. Пізніше дослідники зробили висновок, що цей двометровий витязь був основним військовоначальником хана Аспаруха.
Крім цього на Матюхиному горбі дослідники знайшли кілька парних поховань чоловіків і жінок. У Ермітажі демонструється кістяна проколка з геометричним візерунком III—IV століть до нашої ери, яку знайшли на острові Порічному.
Однак, в останні роки острів часто ставав жертвою «чорних копачів». Найцінніший матеріал, який міг би надати вченим датування по історії раннього козацтва, майже весь звідси вивезений. По всій території острова розкидано велику кількість вирв і ям, які залишають після себе «чорні археологи».